# Benu Mabhena
Benu Mabhena est une actrice zimbabwéenne.

## Biographie
Originaire de la tribu Ndebele, elle est née à Londres mais a grandi dans de nombreux pays africains. Ses parents et ses cinq frères sont nés au Zimbabwe tandis que sa sœur cadette est née à Londres.
Après deux ans au Zimbabwe, la famille est partie au Botswana pendant un an. Ensuite, elle déménage en Afrique du Sud où elle restera plusieurs années avant de retourner au Botswana, puis en Afrique du Sud puis Lesotho pour déménager définitivement aux États-Unis avec sa famille lorsque le gouvernement américain a accordé l'asile à la famille.
Elle étudie au Diablo Valley College et commence à jouer du théâtre communautaire, ainsi que dans des films et des pièces de théâtre à l'école. Entre-temps, elle écrit et enregistre des chansons en studio.
En 2006, elle joue le rôle de Jassie, la femme de Hounsou dans le blockbuster hollywoodien Blood Diamond réalisé par Edward Zwick. Le film reçoit des critiques élogieuses et des prix mondiaux. Au cours de cette période, elle et Jennifer Connelly visitent et contribuen aux services bénévoles d'un orphelinat au Mozambique.

## Filmographie
Sauf indication contraire, les informations mentionnées dans cette section peuvent être confirmées par les bases de données cinématographiques IMDb et Allociné,  présentes dans la section « Liens externes ».
- 2006 : Princess (court métrage) : Princess
- 2006 : Blood Diamond : Jassie Vandy
- 2008 : Life on the Edge: A Global Crisis : elle même
- 2012 : Night Walkers (série télévisée) : Alice
- 2013 : Potiphar's Wife: Faithless : le juge Jean Boykin